# کروشه بالا
کروشهٔ بالا (به ویتنامی: dấu hỏi)
، در حروف‌چینی الفبای ویتنامی نام علامتی‌است شبیه علامت سؤال بی‌نقطه که در بالای حروف صدادار این زبان قرار می‌گیرد. در املای ویتنامی حروفی که هشتک دارند، کروشه بالا در سوی راست هشتک نوشته می‌شود. کروشهٔ بالا نشان‌دهندهٔ حروف آهنگ‌دار در زبان ویتنامی است. چنین حرفی نخست با فرود و سپس با بالابردن تُن تلفظ می‌گردد.